# Golteria rozesłana
Golteria rozesłana, gaulteria rozesłana, starzęśla rozesłana (Gaultheria procumbens L.) – gatunek rośliny okrywowej z rodziny wrzosowatych. 

## Występowanie
Występuje na wschodzie Ameryki Północnej.

## Morfologia
PokrójWiecznie zielona krzewinka o pokroju płożącym, do 15 cm wysokości.
LiśćEliptyczny, ząbkowany, od strony wierzchniej błyszczący. Liście skupione są na końcach gałązek.
KwiatyDzbankowate, skupione pojedynczo lub w skąpokwiatowych gronach. Kwitnie w lipcu i sierpniu.
OwoceOkrągła torebka o średnicy od 8 do 15 mm, koloru różowego.

## Zastosowanie
- Roślina lecznicza dostarczająca olejków eterycznych, w handlu znanych pod nazwą "wintergreen oil". Pozyskuje się go w procesie destylacji. Używany jako środek przeciwbólowy, przeciwzapalny, antyseptyczny i moczopędny[4]. Wykorzystywane są również w przemyśle perfumeryjnym i spożywczym[5].
- Jest uprawiana jako roślina ozdobna.

## Uprawa

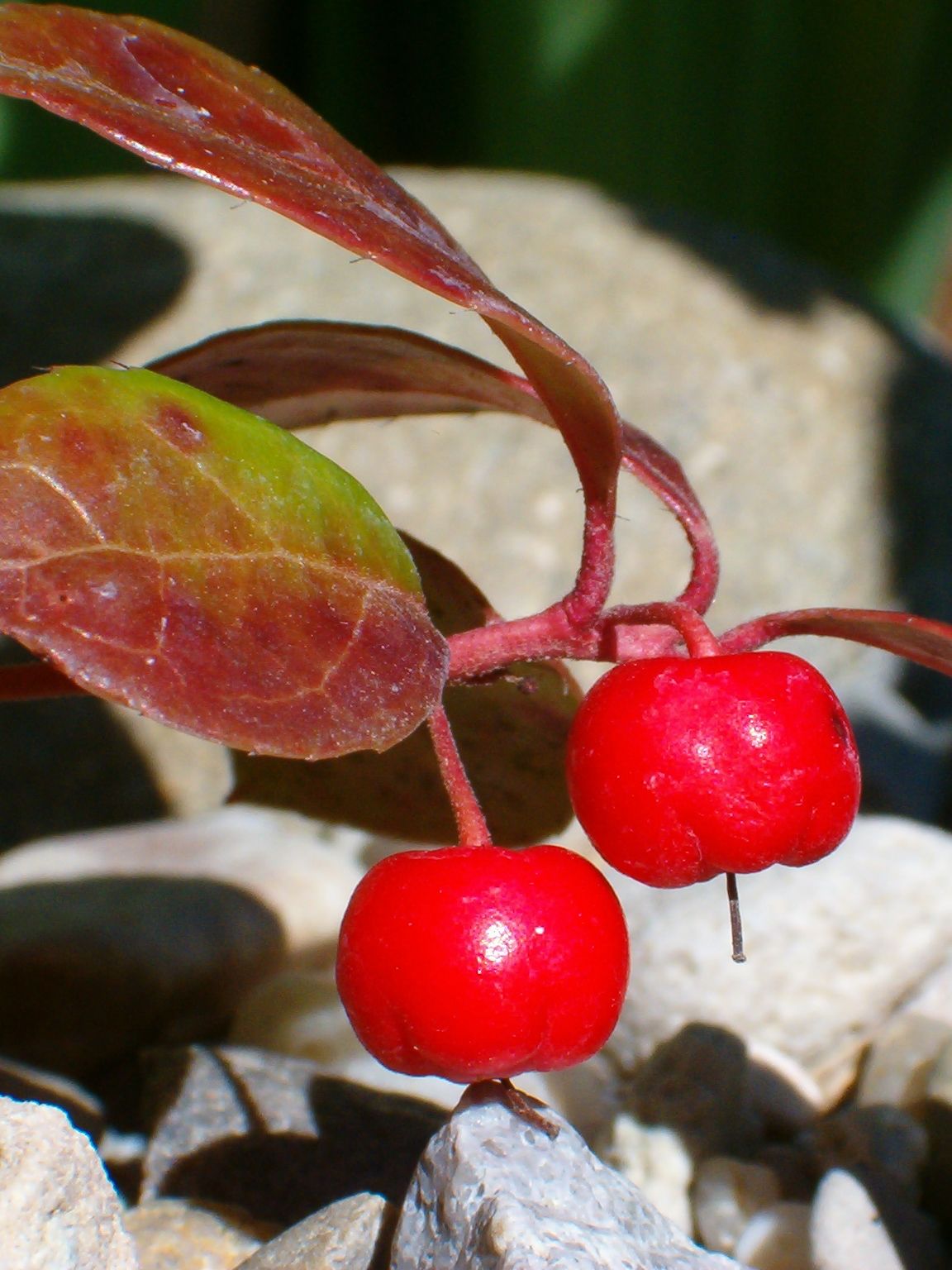
Owoc-torebka

Optymalnym stanowiskiem dla golterii rozesłanej jest gleba umiarkowanie wilgotna, lekka, przepuszczalna i bogata w próchnicę o kwaśnym pH (3,5 - 4,2). 

Stanowisko półcieniste. Jest odporna na mrozy. 

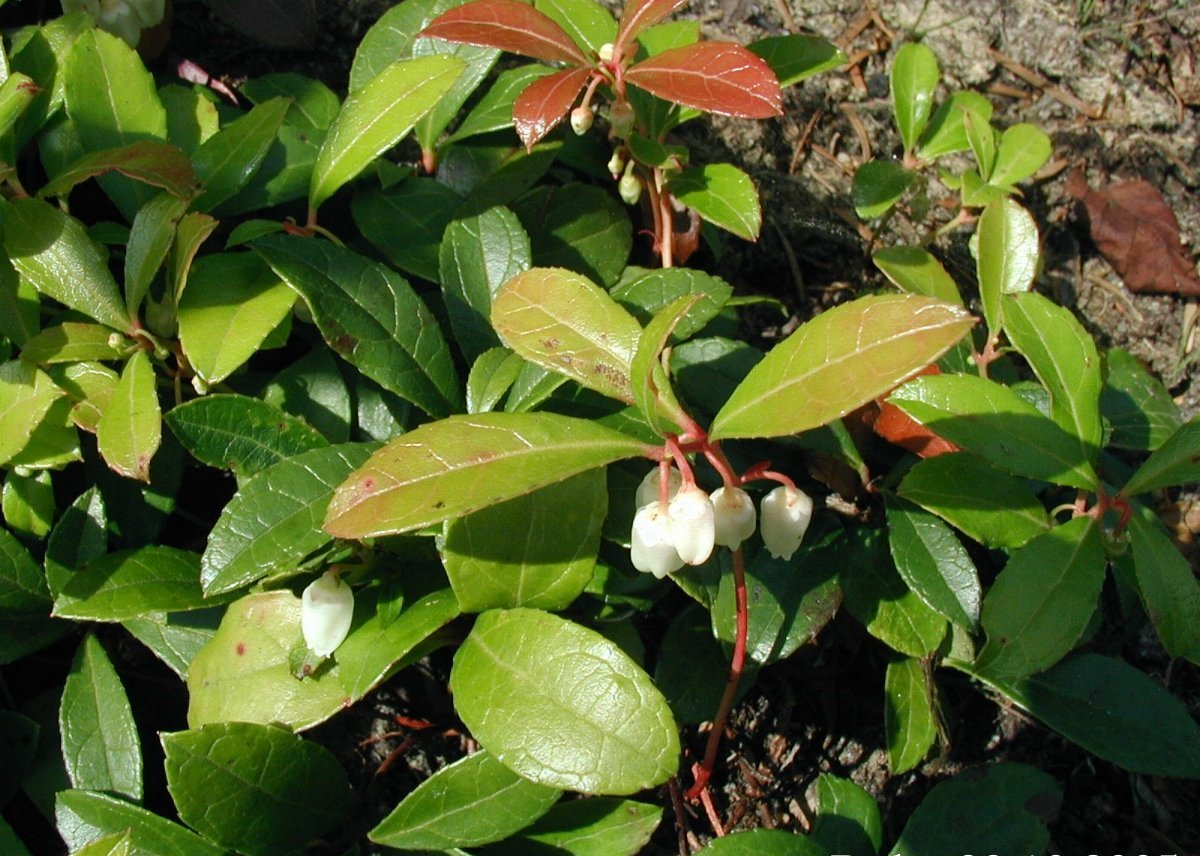
Pokrój